# Richard Reginald Goulden
Richard Reginald Goulden (Dover, 30 agosto 1876 – 6 agosto 1932) è stato uno scultore britannico attivo all'inizio del ventesimo secolo.

## Biografia
Richard Reginald Goulden nacque a Dover il 30 agosto del 1876 e venne battezzato nella chiesa di Santa Maria di Dover, il primo ottobre del 1876. Era uno dei quattro figli di John James Goulden, nato a Canterbury nel 1841, e di sua moglie Charlotte Wright, che era nata a Witney, nell'Oxfordshire. La coppia si era sposata a Ducklington nel 1871.
Suo padre, anche se aveva ricevuto una formazione come operaio qualificato come stipettaio, mise su un'attività di vendita di libri, di articoli di cancelleria e di stampa a Dover nel 1865, seguita da una filiale a Folkestone. Tuttavia, egli morì quando Richard aveva solo tre anni, e sua moglie portò avanti l'attività fino al 1902.
Richard studiò al collegio di Dover e alla scuola d'arte doveriana, dove vinse una borsa di studio al Royal College of Art di Londra. Lì studiò dapprima l'architettura e poi la scultura. Egli vinse dei premi per entrambi e una borsa di studio per la scultura. Quando tornò dai suoi viaggi realizzò due pannelli per le Carnegie Trustees a Dunfermline e venne invitato per diventare il loro consulente d'arte. Egli visse a Dunfermline per due anni e realizzò varie commissioni, tra le quali la fontana "Let Noble Ambition" e la statua dello stesso Carnegie. Realizzò inoltre il modello per la medaglia degli eroi di Carnegie.
Durante la grande guerra, Richard servì presso i genieri reali in Francia. Venne "citato all'ordine del giorno" il 30 aprile del 1916 e gli fu assegnato il grado di capitano temporaneo. Venne ferito abbastanza per essere rispedito in Inghilterra. Passò del tempo a Brightlingsea, nell'Essex, dove venne nominato aiutante per i genieri australiani. In seguito si trasferì a Londra, dove venne assegnato al capo geniere dei genieri reali e posto al comando di un corpo speciale di emergenza.
Richard Goulden morì il 6 agosto del 1932, lasciando una vedova, Muriel Olive Cecile, nata Gant, e i loro figli Wilma Ruth e Michael. Venne sepolto a Newhaven e, come tributo nei suoi confronti, una replica della figura bronzea del memoriale di guerra di Dover venne eretta all'entrata del cimitero di Newhaven.
L'ultima opera di Goulden fu il monumento al politico e giornalista Thomas Power O'Connor, completato poco prima della sua scomparsa, nel cimitero di Kensal Green. Nel 1997, una statua a grandezza naturale di un soldato Gurkha venne svelata a Whitehall. Questa scultura era di Philip Jackson ma era stato Goulden che aveva creato una versione più piccola e molto precedente dell'opera, che si trova in cima alla scalinata principale dell'ufficio degli Esteri di Whitehall. Philip Jackson si era basato sull'opera di Goulden del 1924. 

## Opere

### Opere varie

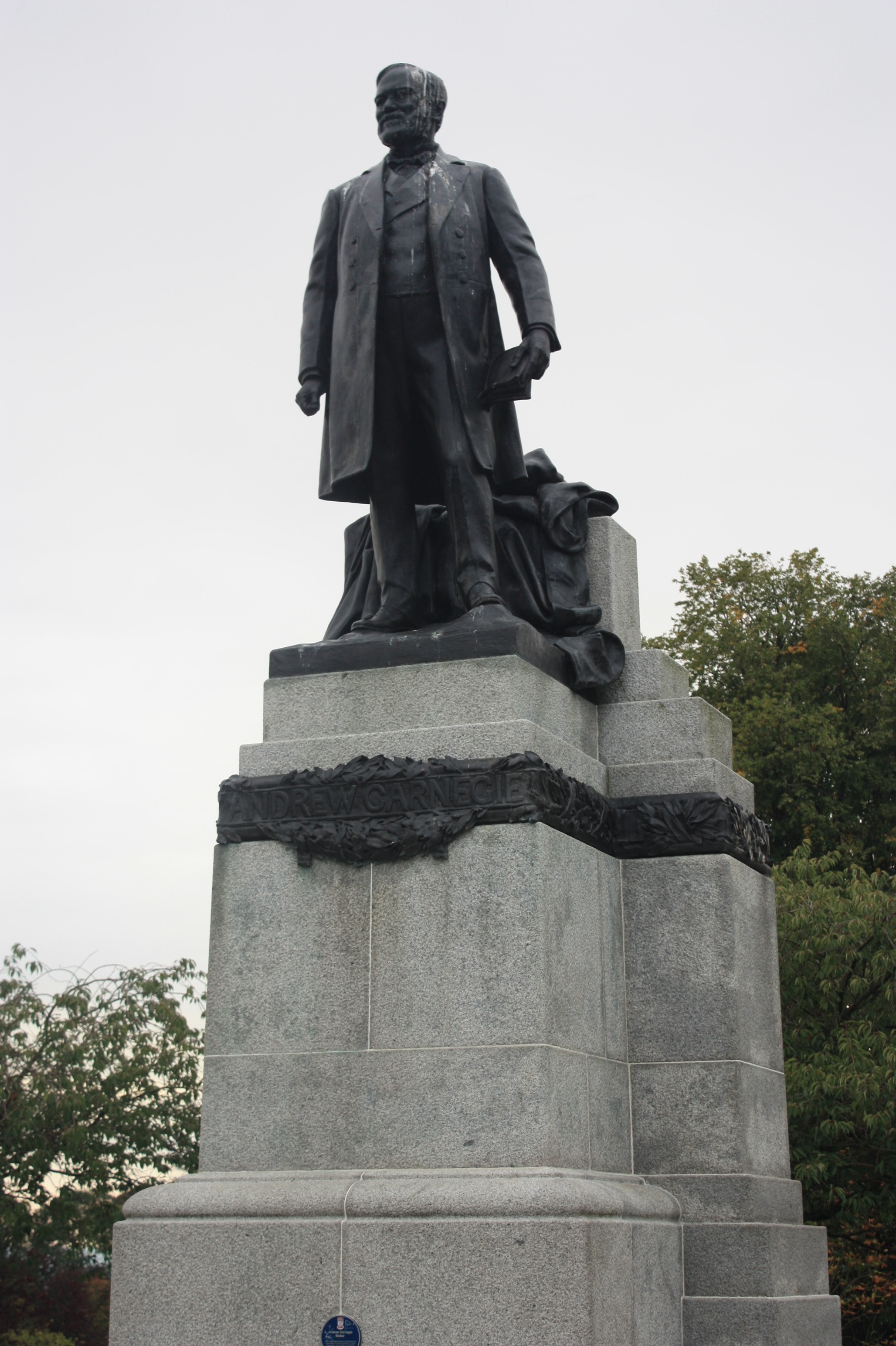
La statua di Andrew Carnegie di Richard Goulden. 1914, Pittencrieff Park, Dunfermline

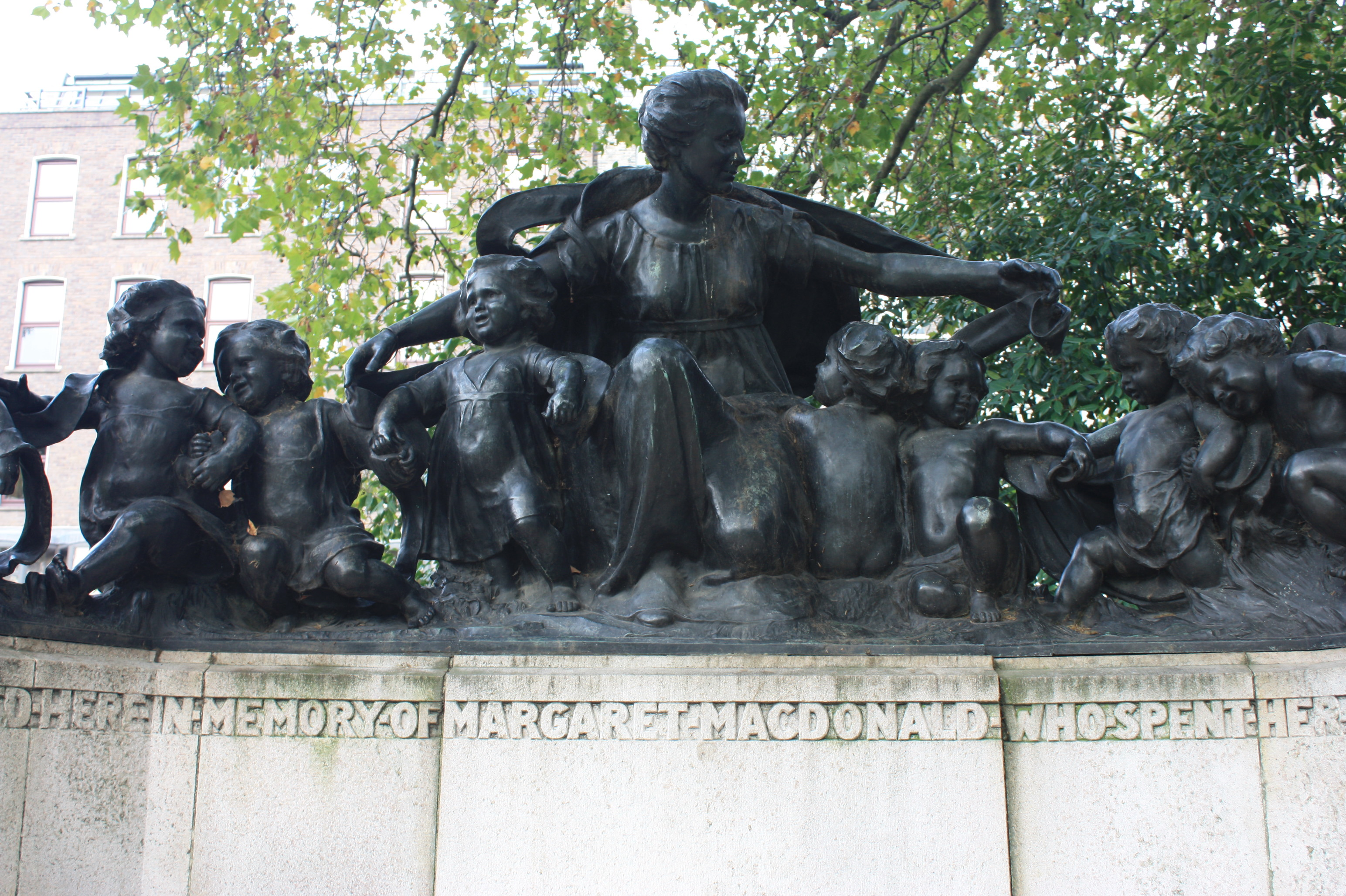
Il monumento a Margaret Ramsay MacDonald.

| Nome                                     | Ubicazione           | Note |
| ---------------------------------------- | -------------------- | --- |
| Jacob's Fountain                         | Malvern              | Goulden realizzò le sculture di bronzo per questa fontana di Malvern. La fontana dalla composizione enea che raffigura quattro bambini acquatici venne pagata attraverso delle donazioni pubbliche nel 1929 come monumento permanente al dottor Henry Jacob, un medico locale molto amato. Inizialmente era rifornita con della pura acqua di sorgente portata per mezzo di tubi dalla valle di Rushey sulle colline sopra la grande Malvern. |
| The Victoria and Albert Museum           |                      | Goulden scolpì un ritratto ad altorilievo di George Frederic Watts per la facciata del Victoria and Albert Museum di Aston Webb. |
| Statua di Andrew Carnegie                | Dunfermline          | Goulden lavorò per il Carnegie Trust a Dunfermline, in Scozia, e realizzò dei rilievi di bronzo per il centro Carnegie, e una fontana con una statua intitolata "Ambition" per il Pittencrieff Park della città, dove si trova la statua dello stesso Andrew Carnegie di Goulden. |
| Monumento a Dolly Burton                 |                      | Goulden creò la scultura enea per il monumento a Dorothy Frances Victoria Burton nel cimitero di Kingston upon Thames. Oltre alla raffigurazione di un angelo, c'è una targa di bronzo su cui c'è scritto:"Nella più dolce memoria di Dorothy Frances Victoria /(la nostra cara Dolly)/figlia più giovane di/Arthur B e Florence L. Burton di Thames Ditton/Che, dopo una malattia lunga e dolorosa sopportata con pazienza e allegrezza, si è spenta pacificamente il/28 aprile del 1908 all'età di 15t anni"Arthur Burton gestiva la A. B. Burton, la società di fonditori che si occuparono della fusione di molti bronzi importanti dell'inizio del ventesimo secolo. |
| Targa commemorativa a Eadweard Muybridge | Kingston upon Thames | Questa targa murale in bronzo si conserva nel Kingston Museum and Heritage Service. Inizialmente si trovava nella biblioteca di Kingston Upon Thames. La targa venne inaugurata l'11 luglio del 1931, per celebrare il centenario (1830-1930) della nascita di Muybridge. |
| Monumento a Margaret Ramsay MacDonald    | Lincoln's Inn Fields | Goulden creò un bronzo per questo monumento per commemorare la moglie di Ramsay MacDonald, Margaret MacDonald, che era una riformatrice sociale e una suffragetta. Era molto nota per le sue opere di bene per i giovani. Nella composizione di Goulden una figura angelica è circondata da nove bimbi cherubinici. Margaret morì prima che suo marito diventasse il primo ministro, e la loro figlia Isabel servì come padrona di casa per suo padre al n. 10. |

### Memoriali di guerra

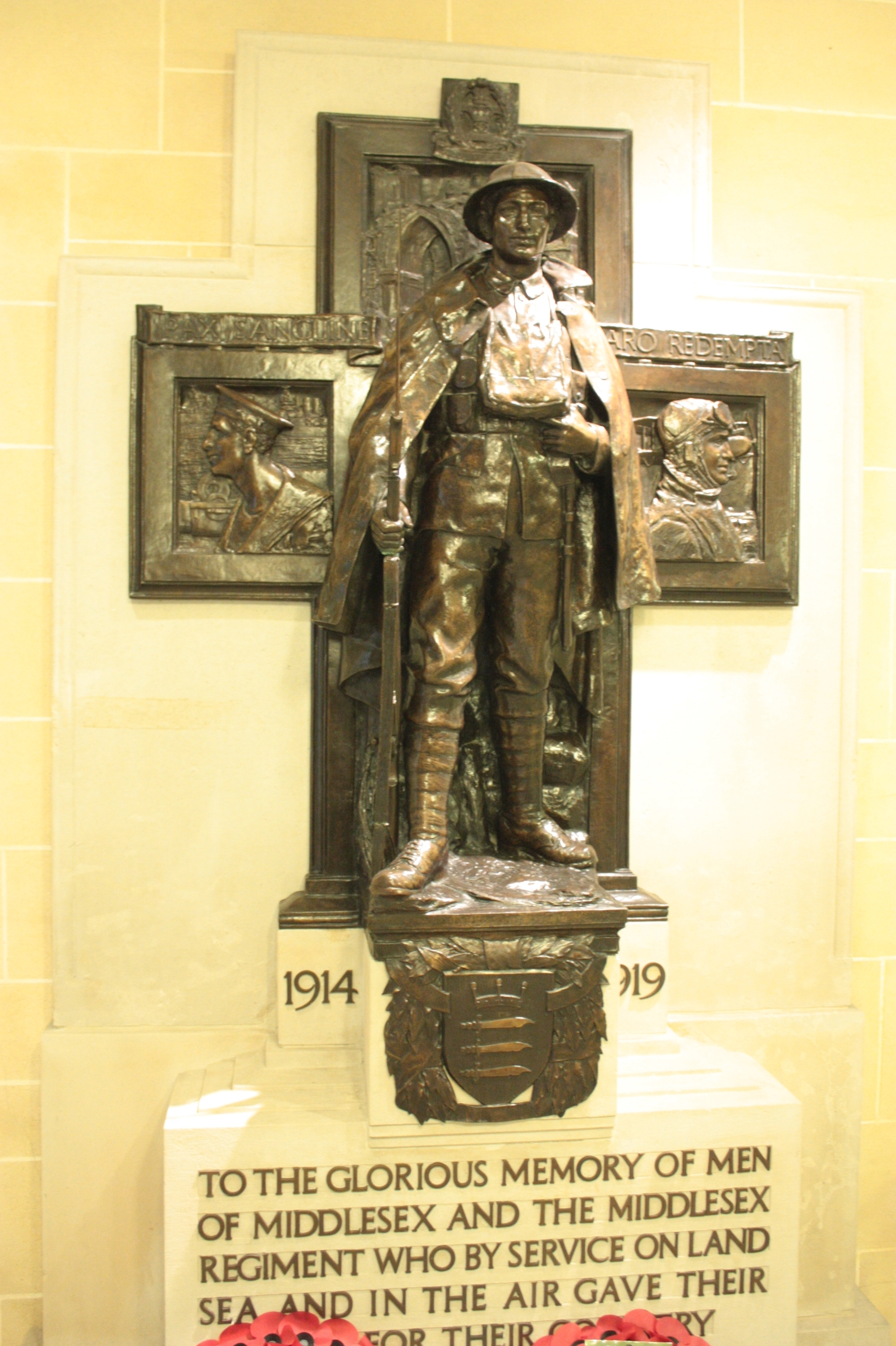
Il monumento ai caduti della corte suprema del Regno Unito, Westminster, Londra.

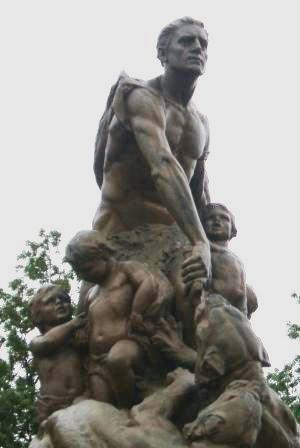
Il memoriale di guerra di Crompton.

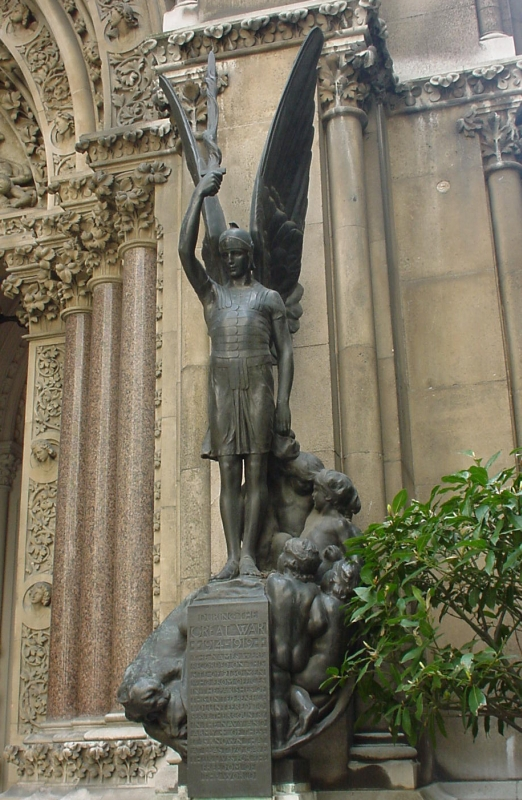
Il monumento ai caduti di San Michele a Cornhill.

| Work                                                                 | Location                             | Notes |
| -------------------------------------------------------------------- | ------------------------------------ | --- |
| Memoriale della Contea di Middlesex e del Reggimento di Middlesex    | Little George Street, Grande Londra  | In quella che oggi è la corte suprema del Regno Unito si trova il memoriale della contea di Middlesex e del Reggimento di Middlesex. Quest'opera raffigura una figura bronzea in piedi all'entrata di una trincea, mentre dietro di lui dei pannelli enei formano una croce che ritraggono una cattedrale in rovina, un aviatore con un aereo e un marinaio con una nave. In cima alla croce e sotto si trovano gli stemmi, rispettivamente, del reggimento e della contea. L'iscrizione recita:"1914 1919/ Alla memoria gloriosa degli uomini/di Middlesex e del Reggimento/ di Middlesex che, prestando servizio su terra/in mare e in aria, diedero le loro/vite per il loro paese"Il memoriale venne svelato il 20 novembre del 1924 dal tenente generale Sir Ivor Maxse. |
| Memoriale di guerra di Crompton                                      | Shaw, Grande Manchester              | Questo monumento ai caduti si trova in un giardino della memoria nella High Street di Shaw. Nella composizione di Goulden si trova una figura maschile con una spada che difende un gruppo di bambini e ammazza una bestia minacciosa. L'iscrizione recita:"In memoria degli uomini di Crompton/che combatterono e diedero le loro/vite per liberare l'umanità/dall'oppressione e la tirannia/brutale della guerra/1914 1919/(nomi)"346 uomini del luogo vennero uccisi nella grande guerra e 76 durante la seconda guerra mondiale. Il memoriale venne svelato il 29 aprile del 1923 dal generale Sir Ian Hamilton. |
| Memoriale di guerra di Brightlingsea                                 | Brightlingsea, Essex                 | Goulden aveva prestato servizio per un periodo nell'esercito di Brightlingsea, perciò era giusto che egli ne realizzasse il memoriale. Si trova in un giardino del palazzo Victoria. Il monumento comprende un cenotafio con dei pannelli in rilievo su due lati. I nomi di coloro che sono ricordati sono scritti su delle targhe di bronzo negli altri due lati. Un rilievo raffigura tre marinai e l'altro tre soldati con l'elmetto. 108 uomini di Brightlingsea vennero uccisi nel conflitto durato dal 1914 al 1919 e 23 in quello del 1939-1945. L'inaugurazione si svolse il 20 ottobre del 1921 e se ne occupò il general brigadiere F. W. Towsey. |
| Memoriale di guerra di San Michele, Chiesa di St. Michael a Cornhill | Cornhill, Città di Londra            | Il memoriale comprende una figura enea di san Michele circondato da bambini e animali selvatici. San Michele impugna una spada. La statua è montata su un piedistallo di pietra. L'iscrizione recita:"Durante/la grande guerra/1914-1919/in questo sito furono registrati i nomi di 2130 uomini che, dagli uffici nelle parrocchie di questo United Benefice, si offrirono volontari per servire il loro paese nella Marina e nell'Esercito e di questi si sa che almeno 170 diedero le loro vite per la libertà del mondo"Il memoriale venne inaugurato dal Lord sindaco di Londra il primo novembre del 1920. |
| Memoriale di guerra della Hornsey County School                      | Hornsey, Crouch End, Grande Londra   | Sebbene questo memoriale in origine si trovasse nella Hornsey County School, la scuola venne ristrutturata interamente nel 1952 e il memoriale venne ospitato dapprima nella chiesa di San Paolo a Burgoyne Street, ma dopo che la chiesa venne colpita da un incendio, il monumento venne trasferito nel municipio di Hornsey a Crouch End. L'iscrizione originale recita:"I nostri compagni di scuola (nomi)/ Vincit qui se vincit/1914/1918/Hornsey County School"Una targa posta vicino al monumento afferma:"Questo monumento commemora gli studenti della Hornsey County School che vennero uccisi nelle guerre del 1914-1918 e 1939-1945./Situato in origine nella sala della scuola a Pemberton Road, a Harringay, il monumento venne rimosso nel 1952 quando la scuola cessò di essere una scuola secondaria e venne ricollocato nella chiesa di San Paolo, a Burgoyne Road, Harringay, che era molto legata alla scuola./Nel corso dell'incendio disastroso che distrusse la chiesa nel 1984, il memoriale fu quasi l'unico manufatto che sopravvisse. Si sperava che sarebbe stata ri-eretta nella nuova chiesa di San Paolo, ma non è stato possibile trovare un luogo della chiesa adatto all'Associazione Old Hornseyans con le autorità ecclesiastiche Nel 1995, il consiglio di Haringay decise che il monumento dovesse rimanere qui, al municipio di Hornsey./La figura in bronzo è dello scultore eminente Richard Goulden FRBS, ARCA (1877-1932). Una statua simile dello stesso scultore si trova al di fuori della chiesa di San Michele a Cornhill, a Londra. Una figura scolpita in bronzo di San Michele ha dei bambini ai suoi piedi. Delle figure circondano il piedistallo con il motto della scuola e lo stemma di Hornsey. Sotto si trovano due targhe enee per la seconda guerra mondiale. Il tutto è montato su un tabellone ligneo."Un'altra versione della statua di Goulden venne adoperata per il memoriale della prima divisione a Chapeau Rouge, in Francia. |
| Memoriale di guerra di Dover                                         | Dover, Kent                          | Il monumento si trova in un giardino della memoria lungo la Biggin Street di Dover. L'iscrizione recita:"Alla memoria/gloriosa dei/doveriani/che diedero le loro/vite per il loro/paese nella /guerra mondiale/1914-1919 1939-1945"Nella composizione di Goulden una statua bronzea di un giovane ragazzo tiene una santa Croce con la sua mano destra. La statua di bronzo si trova su un piedistallo. Delle mura di granito per ogni lato del piedistallo recano delle targhe metalliche con i nomi delle persone ricordate scritti sopra. Ci sono 782 nomi di doveriani che furono uccisi nella prima guerra mondiale e 21 nel secondo conflitto mondiale. Il memoriale venne svelato il 5 novembre del 1924 dal viceammiraglio Sir Roger Keyes. |
| Statua di San Cristoforo nella Banca d'Inghilterra                   | Threadneedle Street, Città di Londra | Questo monumento presenta una statua di bronzo di san Cristoforo, che è il santo patrono della banca. San Cristoforo porta con sé un Cristo bambino. Sulla base si trovano tre targhe enee con i nomi di coloro che sono ricordati e c'è una croce di bronzo incastonata nella base. Una ghirlanda di alloro si trova al suolo, di fronte al basamento. Le iscrizioni recitano:"Ai compagni che, al richiamo del dovere, attraversarono le acque oscure fino all'altra sponda 1914-1919" (nomi)e"Alla memoria di coloro che attraversarono le stesse acque 1939-1945"Sono elencati 71 nomi per la guerra del 1914-1919. Il memoriale venne svelato l'11 novembre del 1921 dal signor M. Norman. |
| Memoriale di Kingston upon Thames War                                | Kingston upon Thames, Surrey         | Il monumenti ai caduti di Kingston-upon-Thames si trova in un piccolo giardino della memoria nella Church Street, essendo in realtà il sito di un vecchio cimitero. Una figura maschile si erge sopra un piedistallo. Egli impugna una torcia che rappresenta il "sacrificio di sé" e protegge un bimbo piccolo dal pericolo. Si dice che la composizione rappresenti la lotta trionfante dell'umanità contro le difficoltà della vita. Il piedistallo si trova su una base e i nomi dei 624 uomini di Kingston-upon-Thames uccisi nella grande guerra vi appaiono. Il memoriale ricorda anche coloro che persero la vita nella seconda guerra mondiale, anche se non c'è un elenco di nomi. Il piedistallo è fatto di pietra e le figure sono di bronzo. Ci sono due iscrizioni. Quella sul piedistallo recita"In onore degli/uomini di questa/città che diedero/le loro vite/Le grandi guerre/1914-1919/1939-1945"e quella sulla base"Al tramonto del/sole e di mattina/li ricorderemo"Il monumento venne inaugurato l'11 novembre del 1923. |
| Memoriale di guerra di Reigate e Redhill War                         | Redhill, Surrey                      | Il monumento ai caduti si trova lungo la London Road e comprende un piedistallo di pietra sul quale c'è una scultura enea di Goulden che ritrae un uomo che porta un bambino con un braccio e regge una torcia per aria nell'altra. L'iscrizione recita:"Il bronzo raffigura la lotta trionfante dell'umanità contro le difficoltà che le si mettono contro nel sentiero della vita. Proteggendo il bambino e portandolo, la figura tiene in alto il simbolo del sacrificio di sé per illuminare la strada. La croce fiammeggiante è adoperata per indicare la sofferenza patita dagli uomini nella guerra. Le faville consumano la carne. Lo spirito è inconquistabile"Su un lato della base c'è iscritto: "IN MEMORIA DEGLI/UOMINI DI REIGATE/E REDHILL CHE/COMBATTERONO E DIEDERO/LE LORO VITE NELLA/GRANDE GUERRA/1914 - 1919" e sulle altri tre lati sono le parole "Coraggio", "Onore e "Sacrificio di sé". Il monumento venne svelato il 5 agosto del 1923 dal molto onorevole Earl Beatty. |
| Memoriale di guerra della Grande Malvern                             | Grande Malvern, Worcestershire       | Il memoriale si trova di fronte alla biblioteca pubblica della grande Malvern. È rappresentata una figura virile alata e seminuda, che rappresenta la gioventù, che ha le braccia alzate e tiene una torcia fiammeggiante. La figura guarda la torcia. Il bronzo si erge su un piedistallo di pietra sul quale si trovano le iscrizioni"A coloro che/servirono nobilmente,1914-1919/1939-1945" e"Hanno dato la loro/vita per salvare/la luce della vita"Il memoriale venne inaugurato nel 1923. |
| Memoriale di guerra di Gateshead                                     | Gateshead, Tyne and Wear             | Il monumento ai caduti di Gateshead si trova lungo la Prince Consort Road ed è una struttura imponente a forma di cenotafio. Il rilievo bronzeo di Goulden in stile art déco, che ritrae un guerriero, è incorniciato da due pilastri ionici. Sotto questo rilievo c'è una porta di bronzo con lo stemma di Gateshead che porta a una camera interna nella quale c'è un leggio sul quale era posto il libro della rimembranza. Per motivi di sicurezza questo libro attualmente è conservato nella biblioteca di Gateshead. Dietro la struttura principale c'è un muro curvo di pietra con delle iscrizioni che affermano come il memoriale ricordi i morti delle due guerre mondiale. Un incontro pubblico svoltosi nel 1920 aveva deciso di raccogliere una sottoscrizione per un monumento ai caduti, e che questo avrebbe avuto la forma di un cenotafio. Vennero raccolte 5500 sterline e venne fatta una nota speciale per le 9232 persone che donarono attraverso la raccolta casa per casa e per i 20.000 bambini che donarono attraverso le loro scuole. Il rilievo di Goulden ritrae un guerriero seminudo che riposa sulla sua spada sguainata. Dietro di lui c'è una croce che "rappresenta ciò che ha guadagnato come premio per il più grande di tutti i sacrifici di sé". L'iscrizione recita:"In memoria della gente di Gateshead/Che compì il sacrificio supremo/Per il loro paese/Mors Janua Vitae/In questa camera/sono registrati i/nomi degli uomini di Gateshead/che diedero la loro vita/Nella grande guerra/1914-1919/Il loro nome/vive per/sempre"Sui muri si trovano le incisioni"1914-1919/Alla gloria di Dio e alla memoria immortale degli uomini di Gateshead che perirono nella grande guerra, questo monumento è eretto dai loro concittadini riconoscenti."e"1939-1945/In memoria della gente di/ Gateshead che morì nella/seconda guerra mondiale". |